# 한국선비문화연구원
한국선비문화연구원(韓國선비文化硏究院)는 대한민국의 연구소이다.